# Edward Ochab
Edward Mieczysław Ochab, född 16 augusti 1906 i Kraków, död 1 maj 1989 i Warszawa, var en polsk politiker. Han var förste sekreterare i det styrande Polska förenade arbetarpartiet (PZPR) mars–oktober 1956 samt Polens statschef (ordförande i statsrådet) 1964–68.

## Biografi
Ochab avslutade 1925 en handelsutbildning i Kraków, och 1927 utexaminerades han från en högre kurs i kooperativvetenskap vid Jagellonska universitetet. Han var därefter anställd inom den kooperativa rörelsen i Polen. I juni 1928 sändes han som värnpliktig till en militärskola, men fick lämna skolan i oktober på grund av sina politiska åsikter. År 1929 blev han medlem i Polens kommunistiska parti. Under de kommande tio åren greps han fem gånger av Józef Piłsudskis regim, och tillbringade sex och ett halvt år som politisk fånge.
Vid andra världskrigets utbrott med Nazitysklands invasion av Polen 1939 deltog Ochab i försvaret av Warszawa. Han flydde därefter till de östra delarna av landet som kontrollerades av Sovjetunionen, och bosatte sig i Lwów. Efter Nazitysklands invasion av Sovjetunionen tog han värvning i Röda armén. År 1942 deltog han i grundandet av Polska arbetarpartiet, som kom att ersätta det tidigare polska kommunistpartiet, och 1943 deltog han i grundandet av exilorganisationen Unionen för polska patrioter (ZPP) i Moskva. År 1943 anslöt han sig till general Berlings polska armé på östfronten som politisk officer, och avancerade snabbt. Från 1944 var han medlem i Polska arbetarpartiets centralkommitté och suppleant i nationella statliga rådet. År 1945 blev han minister för offentlig förvaltning och höll efter hand positionerna som propagandachef i Folkrepubliken Polen (1945–46), chef för de polska kooperativa föreningarna (1947–48) och chef för de polska fackföreningarnas centralorganisation CRZZ (1948–49).
Efter att Polska arbetarpartiet tillsammans med Polens socialistiska parti bildat Polska förenade arbetarpartiet 1948 var Ochab suppleant i politbyrån, och fullvärdig medlem från 1954. Åren 1949–50 var han biträdande försvarsminister, och ledde den politiska grenen av de väpnade styrkorna. I det stalinistiska Polen var han väl ansedd och högt placerad inom Bolesław Bieruts regim. Efter Bieruts död blev han förste partisekreterare, och tjänstgjorde i denna position mellan mars och oktober 1956.
Ochabs kortvariga styre anses markera inledningen på avstaliniseringen i Polen, även om han spelade en roll i det våldsamma undertryckandet av Poznańrevolten i juni 1956. I oktober stod dock Ochab fast mot den sovjetiska ledningen och anses ha hjälpt till att förhindra en sovjetisk militär intervention likt den efter Ungernrevolten samma år. Trots meningsskiljaktigheter med Władysław Gomułka kring dennes reforminriktade politiska linje kom Ochab att acceptera partimajoritetens stöd för Gomułka, som efterträdde Ochab i oktober. 
Ochab kvarstod som medlem av politbyrån till 1968 och var även jordbruksminister 1957–59, under den tid då större delen av de polska kollektivjordbruken upplöstes. Han var vice ordförande i det polska statsrådet 1961–64, och tjänstgjorde som ordförande i statsrådet och därmed statschef, främst med ceremoniella uppdrag, 1964–68.
Ochab drog sig 1968 tillbaka från samtliga politiska uppdrag, i protest mot en antisemitisk kampanj utförd av fraktioner inom kommunistpartiet och tillstyrkt av Gomulka. Efter sin pensionering behöll han sin kommunistiska övertygelse, men framträdde som högljudd kritiker av den politik som fördes under hans efterträdare.